# 20 000 złotych 1993 XVII zimowe igrzyska olimpijskie Lillehammer 1994
20 000 złotych 1993 XVII zimowe igrzyska olimpijskie Lillehammer 1994 – okolicznościowa moneta o nominale dwadzieścia tysięcy złotych, wprowadzona do obiegu 28 grudnia 1993 r. zarządzeniem z 4 grudnia 1993 r. (M.P. z 1993 r. nr 66, poz. 587), wycofana z dniem denominacji z 1 stycznia 1995 r., rozporządzeniem prezesa Narodowego Banku Polskiego z dnia 18 listopada 1994 r. (M.P. z 1994 r. nr 61, poz. 541).
Moneta była bita w ramach serii tematycznej Sport.

## Awers
W centralnym punkcie umieszczono godło – orła w koronie, po bokach orła rok „1993”, dookoła napis „RZECZPOSPOLITA POLSKA”, na dole napis „ZŁ 20000 ZŁ”, pod łapą orła znak mennicy w Warszawie, całość otoczona perełkami.

## Rewers
Na tej stronie monety znajduje się narciarz, dookoła napis „XVII ZIMOWE IGRZYSKA OLIMPIJSKIE LILLEHAMMER 1994”, na dole, obok narty monogram projektanta.

## Nakład
Monetę bito w Mennicy Państwowej, w miedzioniklu, na krążku o średnicy 29,5 mm, masie 10,8 grama, z rantem ząbkowanym, w nakładzie 988 000 sztuk, według projektów:
- Ewy Tyc-Karpińskiej (awers) oraz
- Andrzeja Nowakowskiego (rewers).

## Opis
Z okresu przeddenominacyjnego III Rzeczypospolitej, jest to jedyna moneta obiegowa z okolicznościowym wizerunkiem, upamiętniającą wydarzenie sportowe.

## Powiązane
Zimowe igrzyska olimpijskie w Lillehammer zostały upamiętnione również monetą kolekcjonerską o nominale 300 000 złotych w srebrze, z parą łyżwiarzy figurowych na rewersie.

## Wersje próbne
Istnieje wersja tej monety należąca do serii próbnej w niklu, wybita w nakładzie 500 sztuk.